# Surowy weganizm
Surowy weganizm (ang. raw veganism) – dieta, która łączy w sobie pojęcia weganizmu i witarianizmu. Wyklucza wszystkie produkty spożywcze pochodzenia zwierzęcego, a także dania przyrządzane w temperaturze powyżej 48 °C. Dieta obejmuje surowe warzywa i owoce, orzechy i masła orzechowe, zboża, rośliny strączkowe i kiełki, nasiona, oleje roślinne, glony jadalne, zioła, grzyby, a także świeże soki. Istnieje wiele różnych odmian surowego weganizmu, jak np. fruitarianism.

## Filozofia

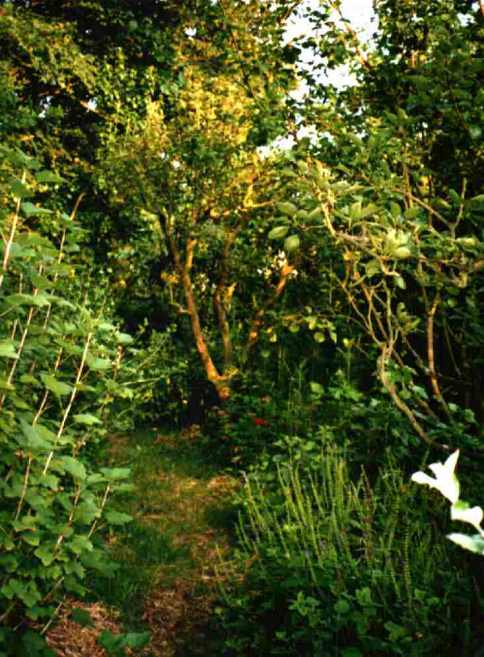
Leśny ogród Roberta Harta w Shropshire, Anglia

Oprócz pobudek etycznych związanych ze spożywaniem mięsa, produktów mlecznych, jaj i miodu, osoby będące na surowej diecie wegańskiej mogą być motywowane korzyściami zdrowotnymi, duchowymi, finansowymi lub środowiskowymi, albo kombinacją kilku z nich.
Ze zdrowotnego punktu widzenia niektórzy uważają, że proces gotowania nie tylko niszczy wiele mikroelementów, ale również uwalnia niebezpieczne substancje chemiczne pochodzące z interakcji tłuszczów, białek i węglowodanów z ciepłem.
Leśny ogród to system zrównoważonej produkcji żywności i agroleśnictwa oparty na ekosystemie leśnym, zawierającym drzewa owocowe i orzechowe, krzewy, zioła, pnącza i warzywa wieloletnie. Ten system, spopularyzowany przez Roberta Harta, bazuje na owocach, orzechach i zielonych warzywach liściastych. Leśne ogrody są prawdopodobnie najstarszym i najbardziej odpornym agrosystemem.

## Różne postawy
Zwolennicy „wykwintnego" podejścia do surowego weganizmu „gotują" potrawy, takie jak „makaron" (zazwyczaj długie, kręcone wstążki cukinii), „zupy", zielone koktajle oraz sery z orzechów. Na rynku istnieje wiele książek kucharskich skupionych wokół tej idei; dużo przepisów można także znaleźć online. Problemem jest nadmierne spożycie tłuszczów, ponieważ unikanie mięsa i produktów skrobiowych, takich jak chleb i makarony, a także spożywanie dużej ilości owoców sprawia, iż energia pochodzi głównie z tłuszczów zawartych w orzechach, nasionach, oleistych dressingach do sałaty, sera z orzechów i awokado.
Drugie, „niskotłuszczowe" podejście skupia się na znalezieniu jadłospisu, który będzie zapewniał zbilansowany stosunek węglowodanów/białka/tłuszczu w diecie. Jej zwolennicy kładą nacisk na upewnienie się, iż przyswajają odpowiednią liczbę kalorii. Większość osób z tej grupy przestrzega stosunku 80/10/10, ci bardziej radykalni 70/10/20, a najbardziej restrykcyjni 90/5/5, starając się osiągnąć od 2000 do 3000 kalorii dziennie (niektórzy sportowcy spożywają średnio 6000 kalorii dziennie). Uzyskanie tak dużej energii z węglowodanów przy spożywaniu wyłącznie surowych produktów wymaga spożycia dużej ilości słodkich i dojrzałych owoców, takich jak banany i daktyle, które przyswaja się przeważnie w wersji zblendowanej. Biorąc pod uwagę, że typowy banan zawiera 100 kalorii, zwolennicy tej diety muszą spożyć  dziennie 24 banany, 48 daktyli lub wypić 5,3 litra soku pomarańczowego. By dostarczyć organizmowi odpowiednią ilość białka, minerałów i witamin, do codziennej diety włączana jest niskotłuszczowa sałatka. Niskotłuszczowy surowy weganizm to styl życia prowadzony także przez sportowców.

## Suplementacja
Osoby na surowej diecie wegańskiej muszą zadbać o odpowiednią suplementację witaminą B12, gdyż nie występuje ona naturalnie w surowych produktach roślinnych.

## Badania
Badania medyczne dotyczące wpływu surowego weganizmu na zdrowie wykazały szereg zarówno pozytywnych, jak i negatywnych skutków.